# مارتا لویس
مارتا لویس  (به انگلیسی: Martha Lewis (skipjack)) یک کشتی است که طول آن ۴۹ فوت ۵ اینچ (۱۵٫۰۶ متر) می‌باشد. این کشتی در سال ۱۹۵۵ ساخته شد.